# توماس وندرليش
توماس وندرليش (بالألمانية: Thomas Wunderlich)‏ هو محاضر ‏ وأستاذ جامعي نمساوي، ولد في 1955 في فيينا في النمسا.